# Stamnodes plancta
Stamnodes plancta är en fjärilsart som beskrevs av Louis Beethoven Prout 1934. Stamnodes plancta ingår i släktet Stamnodes och familjen mätare. Inga underarter finns listade i Catalogue of Life.